# Julie Bishop
Julie Bishop Isabel (sinh ngày 17 tháng 7 năm 1956) là một chính trị gia Úc. Bà là ngoại trưởng thứ 38 và là đương kim ngoại trưởng Úc từ khi Chính phủ Abbott nhậm chức ngày 18 tháng 9 năm 2013. Bà là thành viên nữ duy nhất trong nội các hiện nay của Úc. Bà là phó lãnh đạo Đảng Tự do Úc và là của nữ phó lãnh đạo đảng đầu tiên và người phụ nữ thứ ba trong lịch sử Úc giữ chức danh phó đảng đối lập Úc.
Bà là dân biểu Hạ viện Úc từ năm 1998, đại diện cho khu vực bầu cử Curtin ở Tây Úc. Bà là một bộ trưởng trong chính phủ Howard cho đến khi sự thất bại của Liên minh tự do/dân tộc trong cuộc bầu cử ngày 24 tháng 11 năm 2007.
Bà có bằng cử nhân luật của Đại học Adelaide, và đã làm giám đốc điều hành của công ty luật hàng đầu của Úc, Clayton Utz.